# Necterosoma theonathani
Necterosoma theonathani là một loài bọ cánh cứng trong họ Bọ nước. Loài này được Hendrich miêu tả khoa học năm 2003.